# Dave Manson
David "Dave" Manson, född 27 januari 1967, är en kanadensisk ishockeytränare och före detta professionell ishockeyspelare som tillbringade 16 säsonger i den nordamerikanska ishockeyligan National Hockey League (NHL), där han spelade för ishockeyorganisationerna Chicago Blackhawks, Edmonton Oilers, Winnipeg Jets, Phoenix Coyotes, Montreal Canadiens, Dallas Stars och Toronto Maple Leafs. Han producerade 390 poäng (102 mål och 288 assists) samt drog på sig 2 792 utvisningsminuter på 1 103 grundspelsmatcher. Han spelade även för Utah Grizzlies i American Hockey League (AHL), Saginaw Hawks i International Hockey League (IHL) och Prince Albert Raiders i Western Hockey League (WHL).
Han draftades i första rundan i 1985 års draft av Chicago Blackhawks som elfte spelare totalt.
Manson ansågs vara en av de mest fysiska och tuffa spelarna att möta i sin generation som spelade i NHL då, därav hans stora antal utvisningsminuter i NHL-statistiken.
Direkt efter att han avslutade sin aktiva spelarkarriär år 2002, blev han assisterande tränare åt sitt gamla lag, Prince Albert Raiders i WHL. Den 31 oktober 2014 meddelade Raiders att man hade sparkat sin tränare Cory Clouston och hade utsett Manson till tillförordnad tränare, tills laget skulle hitta en permanent ersättare.
Han har en son, Josh, som också spelar professionell ishockey och spelar för Anaheim Ducks i NHL.

## Statistik
| 1982–1983  | Prince Albert Mintos  | SMHL       | 28   | 11  | 11  | 22  | 170  | —   | — | —  | —  | —   |
|            | Prince Albert Raiders | WHL        | 6    | 0   | 1   | 1   | 9    | —   | — | —  | —  | —   |
| 1983–1984  | Prince Albert Raiders | WHL        | 70   | 2   | 7   | 9   | 233  | 5   | 0 | 0  | 0  | 4   |
| 1984–1985  | Prince Albert Raiders | WHL        | 72   | 8   | 30  | 38  | 247  | 13  | 1 | 0  | 1  | 34  |
| 1985–1986  | Prince Albert Raiders | WHL        | 70   | 14  | 34  | 48  | 177  | 20  | 1 | 8  | 9  | 63  |
| 1986–1987  | Chicago Blackhawks    | NHL        | 63   | 1   | 8   | 9   | 146  | 3   | 0 | 0  | 0  | 10  |
| 1987–1988  | Chicago Blackhawks    | NHL        | 54   | 1   | 6   | 7   | 185  | 5   | 0 | 0  | 0  | 27  |
|            | Saginaw Hawks         | IHL        | 6    | 0   | 3   | 3   | 37   | —   | — | —  | —  | —   |
| 1988–1989  | Chicago Blackhawks    | NHL        | 79   | 18  | 36  | 54  | 352  | 16  | 0 | 8  | 8  | 84  |
| 1989–1990  | Chicago Blackhawks    | NHL        | 59   | 5   | 23  | 28  | 301  | 20  | 2 | 4  | 6  | 46  |
| 1990–1991  | Chicago Blackhawks    | NHL        | 75   | 14  | 15  | 29  | 191  | 6   | 0 | 1  | 1  | 36  |
| 1991–1992  | Edmonton Oilers       | NHL        | 79   | 15  | 32  | 47  | 220  | 16  | 3 | 9  | 12 | 44  |
| 1992–1993  | Edmonton Oilers       | NHL        | 83   | 15  | 30  | 45  | 210  | —   | — | —  | —  | —   |
| 1993–1994  | Edmonton Oilers       | NHL        | 57   | 3   | 13  | 16  | 140  | —   | — | —  | —  | —   |
|            | Winnipeg Jets         | NHL        | 13   | 1   | 4   | 5   | 51   | —   | — | —  | —  | —   |
| 1994–1995  | Winnipeg Jets         | NHL        | 44   | 3   | 15  | 18  | 139  | —   | — | —  | —  | —   |
| 1995–1996  | Winnipeg Jets         | NHL        | 82   | 7   | 23  | 30  | 205  | 6   | 2 | 1  | 3  | 30  |
| 1996–1997  | Phoenix Coyotes       | NHL        | 66   | 3   | 17  | 20  | 164  | —   | — | —  | —  | —   |
|            | Montreal Canadiens    | NHL        | 9    | 1   | 1   | 2   | 23   | 5   | 0 | 0  | 0  | 17  |
| 1997–1998  | Montreal Canadiens    | NHL        | 81   | 4   | 30  | 34  | 122  | 10  | 0 | 1  | 1  | 14  |
| 1998–1999  | Montreal Canadiens    | NHL        | 11   | 0   | 2   | 2   | 48   | —   | — | —  | —  | —   |
|            | Chicago Blackhawks    | NHL        | 64   | 6   | 15  | 21  | 107  | —   | — | —  | —  | —   |
| 1999–2000  | Chicago Blackhawks    | NHL        | 37   | 0   | 7   | 7   | 40   | —   | — | —  | —  | —   |
|            | Dallas Stars          | NHL        | 26   | 1   | 2   | 3   | 22   | 23  | 0 | 0  | 0  | 33  |
| 2000–2001  | Toronto Maple Leafs   | NHL        | 74   | 4   | 7   | 11  | 93   | 2   | 0 | 0  | 0  | 2   |
| 2001–2002  | Toronto Maple Leafs   | NHL        | 13   | 0   | 1   | 1   | 10   | —   | — | —  | —  | —   |
|            | Dallas Stars          | NHL        | 34   | 0   | 1   | 1   | 23   | —   | — | —  | —  | —   |
|            | Utah Grizzlies        | AHL        | 2    | 0   | 0   | 0   | 2    | —   | — | —  | —  | —   |
| NHL totalt | NHL totalt            | NHL totalt | 1103 | 102 | 288 | 390 | 2792 | 112 | 7 | 24 | 31 | 343 |
| AHL totalt | AHL totalt            | AHL totalt | 2    | 0   | 0   | 0   | 2    | —   | — | —  | —  | —   |
| IHL totalt | IHL totalt            | IHL totalt | 6    | 0   | 3   | 3   | 37   | —   | — | —  | —  | —   |
| WHL totalt | WHL totalt            | WHL totalt | 218  | 24  | 72  | 96  | 666  | 38  | 2 | 8  | 10 | 101 |